# Apple Creek
Apple Creek és una població dels Estats Units a l'estat d'Ohio. Segons el cens del 2000 tenia 999 habitants.

## Demografia
Segons el cens del 2000, Apple Creek tenia 999 habitants, 399 habitatges, i 290 famílies. La densitat de població era de 632,3 habitants per km².
Per edats la població es repartia de la següent manera: un 26,8% tenia menys de 18 anys, un 9,7% entre 18 i 24, un 31,4% entre 25 i 44, un 22,5% de 45 a 60 i un 9,5% 65 anys o més.
L'edat mediana era de 34 anys. Per cada 100 dones de 18 o més anys hi havia 90,9 homes.
La renda mediana per habitatge era de 41.574 $ i la renda mediana per família de 47.500 $. Els homes tenien una renda mediana de 30.917 $ mentre que les dones 24.226 $. La renda per capita de la població era de 18.113 $. Aproximadament el 3,5% de les famílies i el 5,5% de la població estaven per davall del llindar de pobresa.

## Poblacions més properes
El següent diagrama mostra les poblacions més properes.